# Coats, Carolina de Nord
Coats este un oraș în comitatul Harnett, Carolina de Nord, Statele Unite ale Americii. Populația fusese de 1.845 de locuitori la recensământul din anul 2000.
1. ↑   https://www.nctreasurer.com/municipalities Lipsește sau este vid: |title= (ajutor)
2. ↑  2010 U.S. Gazetteer Files, accesat în 9 iulie 2020
3. ↑  , GeoNames[*] Lipsește sau este vid: |title= (ajutor)